# Ліщинський Станіслав Сергійович
Станісла́в Сергі́йович Ліщи́нський (1989—2014) — лейтенант Збройних сил України, командир танкової роти, 17-та окрема танкова бригада.

## Короткий життєпис
Народився 1989 року в місті Кривий Ріг. Закінчив Криворізьку ЗОШ № 15 імені М. Решетняка. З 2010 року перебував в лавах ЗСУ.
2014 року закінчив Академію сухопутних військ, спеціальність «управління діями підрозділів механізованих військ». Командир взводу механізованого батальйону 17-ї окремої танкової бригади.
Загинув 20 серпня 2014-го у бою під час звільнення Іловайська.
Похований в Кривому Розі на кладовищі «Центральне».

## Нагороди та вшанування
За особисту мужність і героїзм, виявлені у захисті державного суверенітету та територіальної цілісності України, вірність військовій присязі під час російсько-української війни
- нагороджений орденом Богдана Хмельницького ІІІ ступеня (4.6.2015, посмертно)
- нагрудним знаком Криворізької міської ради «За заслуги перед містом» III ступеня (посмертно).
- 6 травня 2016-го на фасаді Криворізької ЗОШ № 15 ім. М. Решетняка відкрито меморіальні дошки на честь Бориса Малярова та Станіслава Ліщинського.
- Вшановується 20 серпня на щоденному ранковому церемоніалі вшанування українських захисників, які загинули цього дня у різні роки внаслідок російської збройної агресії[2]
- Його портрет розміщений на меморіалі «Стіна пам'яті полеглих за Україну» у Києві: секція 3, ряд 3, місце 4.
- медаллю УПЦ КП «За жертовність і любов до України» (посмертно)